# Капитан Холод
Капитан Холод (англ. Captain Cold), настоящее имя Леонард Снарт (англ. Leonard Snart) — суперзлодей Вселенной DC. Он был создан Джоном Брумом и Кармайном Инфантино как один из врагов Флэша. Он является лидером команды Негодяев. Капитан Холод служит в качестве заклятого врага Флэша Серебряного века Барри Аллена, врага, а иногда друга, третьего Флэша, Уолли Уэста, и является одним из убийц четвёртого, Барта Аллена.
Капитан Холод стал первым суперзлодеем, с которым столкнулся Флэш во время событий выпуска Showcase #8 (июнь 1957)

## Биография
Леонард Снарт сбежал от грубого и жестокого отца и нашел убежище у своего деда, который работал водителем рефрижератора. Когда дед умер, Леонард Снарт решил стать преступником и присоединился к группе грабителей. Каждому члену группы был выдан пистолет и темные очки, чтобы защитить свои глаза от вспышек выстрелов. Эти темные очки позже станут частью его фирменного костюма. Впоследствии Леонард прикрепит к ним радиоантенну, которая принимает полицейские частоты, чтобы контролировать расположение сил правопорядка в округе. После того как и другие бандиты были захвачены Флэшем и заключены в тюрьму, Снарт решил начать сольную преступную карьеру, но при этом осознавал, что должен был что-то сделать с местным героем, Флэшем.
Снарт прочёл статью, в которой высказывалось предположение, что выбросы энергии циклотрона способны противостоять скорости Флэша. Он создал оружие для использования этой силы, после чего ворвался в лабораторию, чтобы использовать циклотрон для зарядки своих экспериментальных пистолетов. Когда он заканчивал свой опыт, охранник обнаружил Снарта. Намереваясь использовать своё оружие только чтобы напугать охранника, он случайно нажал на спусковой крючок и обнаружил, что оружие действует таким образом, которого он никак не ожидал. Влага в воздухе вокруг охранника мгновенно замерзла. Заинтригованный этим, надел парку и вышеупомянутые темные очки и объявил себя Капитаном Холодом — повелителем абсолютного нуля. Под этим именем он совершил серию преступлений, в которых никто не погиб, одно из которых заключалось в том, чтобы погрузить город в зону неподвижности и вынудить Айрис Уэст выйти за него замуж, так как он в неё влюбился как только увидел. Однако Флэш пробился сквозь толщу льда и сорвал предприятие. Позже он влюбился в диктора теленовостей, но по стечению обстоятельств Тепловая волна (это было его первое появление в комиксах) тоже был влюблен в диктора, что вызвало соревнование между ними, результатом которого стало полное поражение от Флэша. Однако после смерти Барри Аллена во время событий Кризиса на бесконечных Землях, отошел от дел и вместе со своей сестрой Лизой стал наемником, основав компанию Голден Сноуболл Рекавери.
Во время событий серии Underworld Unleashed Капитан Холод продал душу Нерону, чтобы получить больше сил, но Уолли освободил его от влияния Нерона и вернул к жизни. Вскоре вновь возвращается к преступной жизни, на этот раз став одним из врагов Уолли. Он снова собрал Негодяев, когда сверхумная Горилла Гродд вломился в тюрьму, где они находились и освободил их, чтобы отвлечь Флэша. Тем временем его сестра, Золотой Глайдер, бросила карьеру наемника и вернулась к преступной жизни, действуя с напарником (вернее, с несколькими напарниками, но в разное время), который носит копию снаряжения Капитана Холода и зовется Хладблэйном. Итак обезумев от смерти возлюбленного, Волчка, она дошла до крайности из-за мнимой смерти брата. Но последний Хладблэйн был намного более умным и порочным, чем его предшественники. Он убил Золотой Глайдер, из-за чего Капитан Холод выследил его, подверг пыткам и убил, заморозив его кожу и сбросив с крыши небоскреба на острые ледяные конусы. Вскоре после этого его пытался подставить новый злодей, скрывающийся под маской Господина Элемента. Он использовал своё оружие, чтобы имитировать действие оружия Холода и заморозить возле Холода нескольких полицейских, но Флэш выяснил, кто стоял за всем, после чего Капитан холод убил Господина Элемента за нарушение незыблемого правила — не сваливать ответственность за собственные преступления на других злодеев. После потери сестры и убийства Хладблэйна и Господина Элемента, снова стал нераскаявшимся преступником. Однако во время противостояние с Братцем Гриммом Капитан Холод стал союзником Уолли, хотя причиной этому, главным образом, было то, что Братец Гримм предал его и Магистра Зеркал, и они оба искали мести.
Капитан Холод стал лидером галереи врагов Флэша. Его навыки и опыт делали его идеальным руководителем для таких, как Погодный Волшебник, новый Трикстер, новый Магистр Зеркал и новый Капитан Бумеранг. Лен также стал заботиться о молодом Капитане Бумеранге, сыне первого Бумеранга. Ходили слухи, что новый Капитан Бумеранг является сыном Лизы и как следствие племянником Капитана Холода. Однако это оказалось лишь слухами, но в итоге матерью молодого Бумеранга оказалась Мелони Тоун, что делало его единоутробным братом Барта Аллена. Несмотря на то, что в это время Капитан Холод был более безжалостным, его сердце ещё не полностью замёрзло, и он даже послал цветы на могилу Сью Дибни, погибшей жены Удлиняющегося Человека.
По традиции Капитана Холода всегда мотивировали три вещи: деньги, женщины и желание наподдать Барри Аллену. Хотя не так хорошо, как Капитан Бумеранг, Лен разбирается в женщинах, особенно моделях. После смерти Барри Аллена Капитан Холод постоянно балансировал между жизнями злодея и героя. Он был захвачен Охотником на людей и отслужил в Отряде Самоубийц, а также был наемником со своей сестрой Лизой (Голден Сноуболл Рекавери) и объединял усилия со своим старым другом, Тепловой волной, в борьбе против Огня и Льда из Лиги Справедливости. Кроме собственно Негодяев его партнёрами по преступлениям были и другие злодеи, включая Женщину-кошку и Тайное общество Суперзлодеев.

### «One Year Later»
В сюжетной линии One Year Later к Капитану Холоду и нескольким другим Негодяям обращается Инерция, предложив план по убийству Флэша (в то время его мантию носил Барт Аллен). Несмотря на то, что Инерция фактически был побеждён, Капитан Холод. Тепловая Волна, Погодный Волшебник и Абра Кадабра убили Барта объединённым шквалом своего оружия. Однако они испытали вину за это, когда поняли что убили того, кто слишком молод вообще и чтобы быть Флэшем, с которым они обычно сражались.

### Salvation Run
Капитан Холод является одним из сосланных злодеев, показанных в мини-серии 2007-08 годов Salvation Run. Он действует, собрав новых Негодяев, среди которых можно увидеть Тепловую Волну, Погодного Волшебника, Магистра Зеркал и Абру Кадабру.

### Final Crisis: Rogues' Revenge
В серии 2008 года Final Crisis: Rogues' Revenge выясняется, что Капитан Холод и его Негодяи на короткое время присоединились к Тайному обществу Суперзлодеев. По сюжету Капитан Холод и другие Негодяи отклоняют предложение Либры, который собрал Тайное общество, желая остаться вне игры. Прежде чем уйти, они услышали, что Инерция сбежал и решают отираться где-то поблизости, чтобы отомстить ему за то, что их нагло использовали. Впоследствии Холоду и его команде бросают вызов другая команда Негодяев, собранная Либрой из злодеев, имеющих силы, похожие на силы оригинальных Негодяев, и созданная в качестве их замены. Новые Негодяи похищают отца Капитана Холода и делают своё заявление, но оригинальные Негодяи находят их и убивают по одному. После Холод идет к своему отцу и рассказывает о своих злоключениях и судьбе своей сестры. После того, как Снарт-старший оскорбляет его, Лизу и их мать, назвав их слабаками, он бьёт отца по лицу кулаком, но убить его не решается, заставив Тепловую волну сделать это за него. Негодяи находят Инерцию, несмотря на противодействие Либры и Зума, и убивают его. Либра раскрывает, что Негодяи ему нужны в составе Тайного общества, так как воскрешение Барри Аллена — угроза планам, его и Дарксайда. Несмотря на то, что Капитан Холод глубоко потрясен тем, что Барри Аленн снова жив, он и в этот раз отклоняет предложение Либры вступить в Тайное общество. После, перегруппировавшись, Капитан Холод и Негодяи все же принимают предложение, сказав, что они в игре. В выпуске Final Crisis #7 можно увидеть Уравнителя, внешне похожего на Капитана Холода и идущего в бой вместе с другими Уравнителями под началом Лекса Лютора.

### The Flash: Rebirth
Во время событий мини-серии 2009 года The Flash: Rebirth можно заметить Негодяев, которые читают статью о возвращении Барри Аллена и обсуждают способы пополнить свои ряды. Впоследствии, когда Негодяи не пришли к согласию, Капитан Холод сообщает, что настало время привести в действие запасной план, созданный Сэмом Скаддером и помеченный как «В случае возвращения Флэша, разбить стекло молотком».

### «Темнейшая ночь»
В сюжетной линии 2009—2010 годов «Темнейшая ночь» Негодяи понимают, что тела их погибших товарищей отсутствуют, и готовятся дать им бой. Капитан Холод знает, что его сестра, Золотой Глайдер, среди Черных Фонарей, но всё равно готов вести Негодяев в бой против зомби. Ему противостоит Чёрный Фонарь Глайдер, которая пытается использовать чувство любви к ней против него же, но Капитан Холод находит способ сдержать своё горе, чтобы вморозить её в монолитную глыбу льда. Впоследствии, когда Капитан Холод узнает что Оуэн Мерсер кормил своего отца, воскрешенного в качестве Чёрного Фонаря, плотью людей, веря, что это вернет того к жизни, он убивает Оуэна, бросив его в яму, где находится его отец, со словами, что Негодяи не убивают женщин и детей.

### The Flash(Vol. 3)
В серии The Flash (Vol. 3) Капитан Холод и другие негодяи находят убежище Сэма Скаддера, а в нём видят гигантское зеркало, на котором написано «В случае возвращения Флэша, разбить стекло молотком», после чего они так и поступают, выпустив существ из-за Зазеркалья. Однако Магистр Зеркал признался Капитану Холоду, что данное зеркало фактически является сильнодействующим ядом.

### The New 52
Во временной линии, созданной после того, как в 2011 году DC Comics перезагрузила свою вселенную со всеми персонажами и сериями комиксов в рамках проекта The New 52, Капитан Холод вновь дебютировал на страницах комиксов О Флэше, но представлен более молодым, чем раньше. История его происхождения практически не изменилась, но теперь его сестра, Лиза, не является Золотым Глайдером, но она умирает от опухоли мозга. Выяснив, что у больницы, из-за вспышки ЭМИ, по-видимому, вызванной Флэшем, нет достаточной энергии, чтобы запитать лазер, который вырежет опухоль, он находит Флэша и обвиняет его во всех бедах, включая распад Негодяев, и решает, вопреки собственным правилам, убить героя. После неудачного эксперимента по попытке слить злодеев с их оружием (эксперимент закончился взрывом, в результате у всех подопытных были побочные эффекты, основанные на полученных ими силах; Капитан Холод стал похож на Убийцу Мороза), Капитан Холод получает способности к криокинезу (манипуляции льдом силой мысли) и даже может заставить молекулы вокруг себя застыть, вследствие чего скорость Флэша снизится до скорости обычного человека, и Капитан Холод получит шанс поймать его и избить. Он вместе с Негодяями, участвовавшими в эксперименте, снова возвращается в строй, но впоследствии Негодяи восстают против него, обвиняя в неудаче эксперимента, и он, при помощи Флэша и Крысолова побеждает их.
Освободив Трикстера и встретившись в Сторожевой Башне Лиги Справедливости, Негодяи вернулись в Централ-сити и Кистоун-сити и нашли их разрушенными Гориллой Гроддом. Гродд возвращается во время затмения, постепенно захватывает Централ-сити и объявляет себя его королём, переименовав в Горилла-сити. Капитан Холод находит полицейских, связанных Гроддом, и освобождает их. Он просит, чтобы Магистр Зеркал помог ему добраться до больницы, где находится его сестра. Тем временем Преступный Синдикат отправляет Чёрного Бизона, Гиену, Мультиплекса, Пластик и Тайфуна чтобы закончить работу Гродда и разрушить больницу. Негодяи сдерживают их как могут, но вмешиваются Смертельный шторм и Кольцо Власти, которых послал Ультрамен, чтобы уговорить Негодяев присоединиться к Преступному Синдикату, но те получают отказ. После битвы со Смертельным штормом и Кольцом Власти, Капитан Холод лишается своих сверхсил, так как Смертельный шторм извлекает из его ДНК нужные для этого метагены. Магистр зеркал пробует эвакуировать Негодяев через Зазеркалье, но Кольцо Власти разбивает зеркала, вынуждая Негодяев разделиться. Капитан Холод выясняет местоположение Лютора и его криптонианского клона, где к ним присоединяется Чёрная Манта, который вытащил Чёрного Адама из океана. Лютор понимает, что при помощи своего клона, Чёрной Манты, Чёрного Адама и Капитана Холода он в состоянии победить Преступный Синдикат. Капитан Холод и остальные, к которым присоединились Бэтмен, Женщина-кошка, Синестро и Детстроук, запитывают упавшую Сторожевую Башню, где Чёрная Манта убивает Аутсайдера, а Капитан Холод постепенно разрушает правую ногу Джонни Квика, используя своё замораживающее оружие. Он раскрывает. что скрытый капюшоном заключенный, привезенный с Земли-3, является Александром Лютором, который является Шазамом Земли-3, и заявляет, что убьёт их всех. После того, как Преступный Синдикат был повержен, американское правительство официально прощает Капитану Холоду все его преступления, и он вместе с Лютором присоединяется к Лиге Справедливости.

## Силы и способности
Как и большинство членов команды «Негодяи», Капитан Холод не имеет сверхспособностей. В бою он полагается на своё замораживающее оружие и инстинкты. За годы своей деятельности Капитан Холод модифицировал своё оружие таким образом, чтобы воспроизводить различные эффекты:
- Обычный замораживающий луч, который все замораживает и используется для немедленной атаки.
- Создание холодных областей, в которых объекты не могут двигаться. Используется, чтобы замедлить скорость Флэша.
- Окунание противника в широкий замораживающий луч, в результате чего кожа врага замерзает и он долгое время испытывает боль, причинённую после этого. Использовалось при нападении на Хладблэйна в качестве мести за убийство сестры Капитана Холода, Золотого Глайдера, чтобы тот пострадал как можно дольше.
- Создание ледяной поверхности с идеальным скольжением. Также используется для того, чтобы замедлить Флэша.
- «Ледяная граната» — сгусток льда, который предназначен «превратить всё и вся в айсберг», то есть вморозить в ледяную глыбу все объекты в большом радиусе. Использовалась, чтобы заморозить весь Айрон Хайтс во время событий Темнейшей ночи.
- Создание «миражей», используя экстремально высокую температуру, похожую на холод.

Союзник Капитана Холода, ледяной злодей Мистер Фриз, отметил, что Капитан Холод является единственным из ледяных злодеев Вселенной DC, которые могут повелевать «абсолютным нулем».
В New 52, однако, как и другие «Негодяи», Капитан Холод получил силы, основанные на оружии, которое они использовали в бою. Однако в серии Forever Evil он потерял эти способности в результате нападения Смертельного шторма — двойника Огненного шторма с Земли-3 — и вернулся к традиционному использованию замораживающего оружия. Несмотря на то, что новая версия Капитана Холода уже не имеет экспертных знаний в области крионики, но, по его собственным заявлениям, он потратил столько времени на анализ составных частей своего оружия, что в любой момент может за полчаса заменить их деталями, украденными в ближайшем магазине электроники.

### Костюм
Дизайном костюма Капитана Холода, как и дизайном костюмов остальных Негодяев, занимался Пол Гэмби, своего рода личный портной всех Негодяев, который дал Холоду возможность противостоять суровому воздействию собственного оружия. За 50 лет существования персонажа костюм Капитана Холода практически не менялся. Небольшие вариации этого костюма включают:
- Белая кобура для замораживающего пистолета вместо традиционной жёлтой.
- Очки с единой линзой для обоих глаз вместо традиционных обычных темных очков (использовался в миссиях для Отряда Самоубийц)
- Куртка на меху (парка) вместо традиционного костюма из спандекса.
- «Морозный» узор, нарисованный или вышитый на его парке, хотя иногда это просто кусок белой ткани, который свободно можно носить поверх парки.
- Замораживающий пистолет окрашен в пурпурный цвет, имеет один главный баллон и от двух до четырёх отходящих от него трубок. Несмотря на то, что различные художники рисовали его по-разному, этот вариант замораживающего пистолета стал традиционным.

## Другие версии
- Капитан Холод является одним из персонажей серии комиксов Дарвина Кука DC: The New Frontier. По сюжету он грабит казино в Лас-Вегасе, в котором многие герои и другие собрались посмотреть поединок по боксу между Кассиусом Клеем и Тедом «Диким котом» Грантом. Капитан Холод вмешивается, заморозив руку Айрис, лежащую на телефоне. Тем не менее, Барри слышит звонок из своего дома и, надев костюм Флэша, прибывает в Лас-Вегас, чтобы помешать Холоду заковать город в лёд при помощи криогенных детонаторов. Пытаясь сбежать, Холод устраивает крушение вертолета с поклонницей, но Флэш вновь подключает оружие, заморозив его изнутри.[20]
- Во вселенной Друзей-супергероев DC Капитан Холод является частью группы ледяных злодеев, называющих себя «Ледяным Массивом» и заковавших целый город в ледяную корку. Ледяной Массив появляется в выпуске DC Super Friends #16 (август 2009).
- В Teen Titans Go! встречается суперзлодей-подросток, называющий себя Кид Холод и являющийся юной версией Капитана Холода, а также врагом Кид Флэша. У Кид Холода также имеется сестра, тоже суперзлодейка, зовущая себя Ледяной Кейт (англ. Ice Kate, игра слов — Ice Kate созвучно с выражением I skate (с англ. — «Я катаюсь на коньках»)).[21]
- В будущем Профессора Зума очередное воплощение Капитана Холода зовет себя Командиром Холодом и является супергероем-полицейским XXV века, возглавляющим группу других супергероев-полицейских этого века, известных как Отступники.[22]
- Капитан Холод дважды появился в комиксе-продолжении мультсериала «Приключения Лиги Справедливости». В выпуске #12 он вместе с другими ледяными злодеями заковали один африканский город во льду.[23]
- В сюжетной линии 2011 года, имеющей альтернативное течение истории и известной как Flashpoint, Капитан Холод стал героем, известным как Гражданин Холод. Он сохраняет своё обычное снаряжение и вооружение и является основным героем Централ-сити, имея собственный музей, подобный Музею Флэша, и свою галерею негодяев, подобную таковой у Флэша, хотя он и убил несколько своих противников. Имеются намеки, что его статус героя — маска, скрывающая ужасную тайну.[24] С ним связывается Киборг с просьбой принять участие в сражении против Аквамена и Чудо-женщины, но узнав, что Бэтмен отказался, Гражданин Холод отказывается тоже.[25] После того, как Гражданин Холод одолел Мистера Фриза, он возвращается домой и узнает, что его сестра, Лиза, арестована за убийство их жестокого отца. Когда Уолли Уэст узнает истинную сущность Гражданина Холода, сущность бывшего мелкого преступника, Гражданин Холод преследует его и, прежде чем Уолли передаст кому-нибудь информацию, замораживает его в цельном куске льда.[24] Позднее Гражданин Холод приглашает Айрис Уэст на ужин, но свидание было прервано требованиями Негодяев, похитивших его сестру. Гражданин Холод пытается спасти Лизу, но Негодяи нападают на него, стремясь отомстить за все, что он им сделал. В результате он опоздал: его сестру уже убили. Холод также ранен и находится в уничтоженной взрывом машине недалеко от Айрис.[26] Айрис приносит его к себе в дом. Выздоровев, он дает ей ключ от своего пентхауза и приглашает присоединиться к нему, когда он уедет. После этого он выслеживает негодяев по одному и убивает их за то, что они убили Лизу. Вернувшись домой, он сталкивается с Айрис и Крысоловом, которому он в своё время повредил связки и который уже открыл Айрис правду о смерти Уолли. Гражданин Холод накидывается на Крысолова, но оказывается вморожен в цельный кусок льда, как это было с Уолли, так как Айрис использовала на нём одну из его замораживающих пушек.[27]
- Во время событий сюжетной линии Forever Evil Грид получает доступ к записям Ронды Пинеды, в которых говорится о Леонарде с Земли-3. Эта версия служила в полиции и имела напарника по имени Мик Рори, вместе с которым преследовал Джонатана Аллена и Ронду Пинеду. Когда Джонатан и Ронда вместо этого поймали их самих, то приказали им обоим бороться до смерти, так как победителю будет дарована жизнь. Мик Рори убивает Леонарда, но сам погибает от рук Джонатана Аллена, который никогда не собирался выполнять своё обещание.[28]

## Вне комиксов
Капитан Холод вне комиксов

### Телевидение
- В телесериале 1990 года «Флэш» (англ. The Flash) Капитан Холод появляется в одноименном эпизоде. Его сыграл актёр Майкл Че́мпион. Здесь Капитан Холод (в эпизоде его имя Леонард Винтерс и персонаж одет в темный плащ) безвестным киллером-альбиносом, который, чтобы убивать своих жертв, использовал замораживающую пушку на ядерном топливе. Его нанял криминальный босс Джимми Свейк (Джеффри Комбс), чтобы устранить местных главарей банд, а затем и Флэша. Тем не менее Флэш побеждает и отправляет Холода в тюрьму, откуда он чуть позже сбегает.
- В мультсериале канала ABC «Проблемы Друзей-супергероев» (англ. Challenge of the Super Friends) Капитан Холод — один из двух врагов Флэша (второй — Горилла Гродд), которые входят в состав Легиона Тьмы Лекса Лютора. В различных эпизодах Капитана Холода озвучивали Дик Риал и Майкл Белл. эта версия Холода имела бледно-синию кожу.
- Капитан Холод появляется в мультсериале «Лига Справедливости без границ» (англ. Justice League Unlimited), в эпизоде Flash and Substance/ где его озвучил Лекс Лэнг.[29][30] он объединяется с другими Негодяями: Капитаном Бумерангом, Магистром Зеркал и Трикстером — чтобы совершить ряд нападений на Флэша в день, когда Централ-сити готовится чествовать своего героя. Также в эпизоде упоминается, что он женат, что является ироническим намеком на историю его многочисленных романов в комиксах.
- Капитан Холод является одним из персонажей мультсериала «Бэтмен: Отважный и смелый», в котором его озвучил Стивен Блум. Он и Магистр Зеркал были упомянуты в эпизоде «Золотой век справедливости!», в котором были остановлены Бэтменом. В «Реквиеме для Алого Спидстера!» он вместе с Погодным Волшебником и Тепловой Волной грабит банк после исчезновения Флэша, а их пытаются остановить Бэтмен, Джей Гаррик и Кид Флэш. Капитан холод недоволен стратегией, выбранной этими тремя и ностальгически вздыхает по старому противнику. Когда Флэш вернулся, все трое негодяев чуть не разрыдались от счастья (в буквальном смысле) и позволили себя схватить, побить и арестовать.
- Капитана Холода можно увидеть в мультсериале «Юная Лига Справедливости», где его озвучил Алан Тьюдик. В эпизоде «день независимости» он грабит ювелирный магазин, после чего его побеждают Флэш и Кид Флэш. В эпизоде «Страхи» Капитан Холод, Сосулька-младший, Убийца Мороз и мистер Фриз отправлены в Белле Рев, где Супербой и Мисс Марси действуют под прикрытием как Ужасные Близнецы. Подозрения Бэтмена насчет нескольких ледяных злодеев в одном месте подтверждаются, когда в тюрьме они встречаются с ещё одним ледяным злодеем, Сосулькой-старшим, вместе с которым планирую поднять цены на акции и ценные бумаги. Капитан Холод проиграл битву, когда его ошейник, отбирающий способности и бьющий электротоком за плохое поведение, был повторно активирован.[31] В эпизоде «Хладнокровный» Капитана Холода и других ледяных злодеев можно заметить в их камерах, когда доктор Хьюго Стрэндж объясняет Бэтмену и Флэшу, что все они на месте и не покидали своих камер, в то время как пять ледяных крепостей напали на США. Согласно Грегу Вайсману все пятеро ледяных злодеев помогли активировать одну из этих крепостей.[32] В эпизоде «Удовлетворение» Капитан Холод был послан грабить банк недалеко от того места, где находилась молодая супергероиня Ракета. Ракета, Затанна, Мисс Марси, Бэтгёрл, Черная Канарейка, Пчела и Чудо-девушка срывают грабеж.
- Кевин Майкл Ричардсон озвучил Капитана Холода в одной из короткометражек Animal Man блока DC Nation.
- Он же озвучил Капитана Холода в Lego Batman: Be-Leaguered.[33]
- Эпизодически появляется в 10 сезоне телесериала «Тайны Смолвиля».
- В сериале «Легенды завтрашнего дня» входит в состав команды, выбранной Рипом Хантером.

#### Вселенная Стрелы
Во Вселенной Стрелы от канала The CW роль Леонарда Снарта исполняет Уэнтуорт Миллер.
- В телесериале «Флэш» (англ. The Flash), стартовавшем в 2014 году, Леонард Снарт/Капитан Холод является периодическим персонажем. В эпизоде «Да наступит беспредел» он совершает ограбление инкассаторской машины вместе с группой других преступников, но был практически остановлен Флэшем. Чуть позже он приобретает оружие, украденное в Лаборатории СТАР, и начинает использовать замораживающую пушку, называя себя «Холод»[34] (Циско назвал его «Капитан Холод»). В эпизоде «Месть негодяев» он возвращается вместе с Миком, устраивая хаос, чтобы привлечь внимание Флэша и победить его. В эпизоде «Время Негодяев» Лен, Лиза и Мик возвращаются в Централ-сити, после чего захватывают Циско и его брата, Данте, чтобы заставить Циско восстановить оружие и сделать оружие для Лизы, а также выведать тайну личности Флэша. Позже, в эпизоде «Атмосфера безумия», Флэш заручается помощью Леонарда и его сестры чтобы обеспечить безопасность перевоза заключённых мета-людей на остров Лиань Ю. В конце эпизода «Достаточно быстро» он на краткое время показан среди жителей, наблюдающих за разрушением Централ-сити. В «Семье негодяев» он вынужден совершать ограбления со своим отцом, так как тот вживил в голову Лизы бомбу и угрожает взорвать её, если Лен откажется. В серии «Бег на месте» Снарт объединяет силы с Погодным волшебником и Трикстером, чтобы убить Флэша. Также Капитан Холод был появляется во флэшбеке серии «Новые негодяи», где он ещё не использует криогенную пушку, а является лидером банды грабителей, включающую будущих Магистра зеркал и Волчок. В серии «В Спидфорсе» появляется в качестве призрака Спидфорса. В серии «Улица Инфантино»  появляется та версия Снарта, которая уже состояла в составе Легенд (при его встрече с Барри на заднем плане виден Волнолёт). Барри обращается к нему за помощью в краже инопланетного двигателя из АРГУСа. После удачной операции Барри возвращает Снарта к Легендам, а Лео произносит фразу "Надо мной нет нитей", которая станет его последней фразой в серии «Судьба» сериала  «Легенды завтрашнего дня».
- Леонард Снарт является одним из главных героев телесериала «Легенды завтрашнего дня». Рип Хантер пригласил его в свою команду. чтобы остановить Вандала Сэвиджа. Снарт принял предложение, но больше руководствовался личной выгодой от путешествий во времени — возможностью совершать ограбления во времена, когда криминалистика практически не развита. Однако постепенно он смягчается, так как ему начинает нравиться жизнь героя. В конце концов он ссорится с Миком, который желает остаться злодеем, отправляется с ним в неизвестное место и время и оставляет там (впоследствии они помирились и снова начали партнёрство). В серии «Судьба» он жертвует собой чтобы уничтожить могущественный артефакт — Око — и остановить Мастеров времени. В серии «Дорога на Чикаго» Мик начинает повсюду видеть его образ, однако не указано, является ли это игрой его воображения, или Снарт действительно вернулся. В серии «Братство Копья» появляется настоящий Снарт, который был  «вырван из времени» Дэмианом Дарком и стал членом Легиона Смерти. Эта версия Снарта ещё не вошла в состав Легенд, и Снарт в данной версии всё ещё злодей. Надавив на Мика, Снарт переманил Рори на сторону Легиона и забрал Копьё Судьбы. В серии «Мир Смерти» Снарт и Рори стали хозяевами Централ-Сити и могли творить всё, что им было угодно. После ссоры Мика и Лео, Снарт надеялся образумить Рори и не стал мешать его планам. В то же время, Снарт вместе с Мерлином и Дарком образовали союз против Эобарда Тоуна, желая забрать у него Копьё Судьбы. В ходе потасовки между Легендами и Легионом в лаборатории СТАР, Снарт убивает Амайу Джави/Виксен, а Тоун уничтожает Копьё. В серии «Аруба» Легенды возвращаются в 1916 год, тем самым меняя историю и не давая Снарту возможности переманить Мика на сторону Легиона. В ходе битвы двух версий Легенд с Легионом и временными копиями Обратного Флэша Снарт убивает Рори из будущего, а Копьё Судьбы становится бесполезным. После гибели Тоуна, Легенды стирают память оставшимся членам Легиона (в том числе и Снарту) и возвращают их в своё время.
- В кроссовере «Кризис на Земле-X», появляется альтернативная версия Снарта называющая себя "Гражданин Холод" или просто "Лео". В отличие от версии с Земли-1, является очень добрым и подчиняющийся приказам человеком. Недолго состоял в команде «Легенды завтрашнего дня».

### Фильмы
- Капитан Холод появляется в direct-to-video полнометражном анимационном фильме «Лига Справедливости: Новый барьер». По сюжету он грабит казино, но его останавливает Флэш. Эта версия Капитана Холода, подобно версии из одноименной серии комиксов, лысая и одета в поношенный белый плащ. Злодея озвучил Джеймс Арнольд Тейлор
- В полнометражном анимационном фильме «Супермен/Бэтмен: Враги общества» Капитан Холод и другие ледяные злодеи нападают на Супермена и Бэтмена в погоне за наградой. Они побеждают Бэтмена, но Супермен одолел их при помощи теплового видения. Капитана Холода озвучил Майкл Гоф.
- Капитан Холод является одним из персонажей полнометражного анимационного фильма «Лига Справедливости: Парадокс источника конфликта». В начале фильма он и Негодяи нападают на Флэша, но Профессор Зум оказывается предателем, который поместил на них бомбы, которые невозможно снять. Прибывает Лига Справедливости и находит способ избавиться от бомб. Капитану Холоду спасает жизнь Чудо-женщина, которая использует одну из его замораживающих пушек, чтобы заморозить пояс с бомбой, делая его хрупким, а затем сломала и забросила далеко от Капитана Холода. После изменений во временном потоке стал героем по имени Гражданин Холод. Его озвучил Дэнни Джейкобс.
- В «Лиге Справедливости: В ловушке времени» Капитана Холода озвучил Кори Бертон.[35]

### Видеоигры
- Капитан Холод встречается в игре Batman: The Brave and the Bold, созданной по одноименному мультсериалу. Как и в мультсериале, его озвучил Стивен Блум.
- В игре DC Universe Online, если играть за героев, то можно встретить Капитана Холода вместе с другими Негодяями в качестве игровых боссов на уровне «Тревога на острове Страйкера». При игре за злодеев, высокоуровневым игрокам будут предложены миссии, среди которых будет миссия в Зале Тьмы, на которой игроки встретят Капитана Холода. Озвучил злодея Райан Викерхэм.[36] В связанном с игрой комиксе DC Universe Online Legends Капитан Холод погибает, пытаясь защитить отравленного криптонитом Супермена от Лекса Лютора.
- Капитана Холода можно увидеть в одном из DLC для Lego Batman 2: DC Super Heroes. Его озвучил Стивен Блум.
- За капитана Холода можно сыграть в игре Lego Batman 3: Beyond Gotham, где его озвучил Робин Аткин Даунс.
- За Капитана Холода можно сыграть в файтинге Injustice 2. В режиме истории он включает Гориллу Гродда после того, как обнаруживает, что Гродд и Брэйниак планировали использовать Общество, чтобы уничтожить планету, и оставляет свои замороженные тела авторитетам. Он возвращается к могиле Лизы Снарт, где говорит своей сестре, что теперь он стал напарником Флэша по борьбе с преступностью сразу после победы над Брэйниаком.

## Критика и отзывы
- Капитан Холод занял № 27 в списке 100 величайших злодеев комиксов по версии IGN[37].